# Casa-fàbrica Rotxotxo
La casa-fàbrica Rotxotxo és un edifici situat als carrers dels Escudellers Blancs i de la Lleona de Barcelona. Com que no està catalogat, li correspon la categoria D (bé d'interès documental), atorgada per defecte a tots els edificis del districte de Ciutat Vella.

## Història
Els Rotxotxo foren una nissaga barcelonina de fabricants de naips. El 1637, Pere Pau Rotxotxo es feu càrrec de l'obrador dels Carmini a la plaça de la Trinitat (actualment carrer de Ferran). Posteriorment, se'n deslligà i s'establí de forma definitiva al carrer dels Escudellers Blancs, en un edifici més gran.
En plena època d'esplendor, entre 1749 i 1756, els Rotxotxo hi feren diverses reformes. El 1774, Pere Pau Rotxotxo i Puigdoura va demanar permís per a remuntar-hi un segon pis i fer-hi altres reformes, i novament el 1787 per a obrir-hi un portal i quatre finestres per a una botiga. En aquesta època, la fàbrica assolí la categoria de proveïdora de la Casa Reial, si bé amb la competència de la Reial Fàbrica de Madrid.
El darrer fabricant de naips de la nissaga fou Josep Antoni Rotxotxo i Orjussà (fill de Pere Pau Rotxotxo i Isabel Orjussà), que el 1785 va marxar a les Amèriques amb divuit anys, i va tornar a Barcelona el 1803, obtenint la mestria (que li permetia exercir l'ofici) el 1806. El 1808, coincidint amb la invasió napoleònica, abandonà el negoci, que continuà en mans de la família, però s'hi incorporà de nou després d'acabada la guerra. Tanmateix, l'abolició del gremi i la liberalització consegüent de la fabricació de naips el 1815, permeté l'arribada de més competidors i suposà un cop mortal per a la fàbrica, que el 1820 ja era pràcticament liquidada, si bé encara cotitzava l'any següent.
Josep Antoni va morir el 1824, deixant com a hereu el seu fill Marià Rotxotxo i Parull, amb tan sols quinze anys d'edat. Aquest no seguí la professió del pare i es feu semoler, exercint de majordom a una fàbrica de fideus a Vilanova i la Geltrú cap al 1850. El 1840, va demanar permís per a reconstruir una part de la finca al carrer dels Escudellers Blancs amb planta baixa i quatre pisos, i obrir una porta al carrer de la Lleona, a càrrec del mestre d'obres Pere Calçada. Aquestes obres, acabades l'any següent, li permeteren llogar-lo el 1846 a Ignasi Turent i Miquel Morató pel termini de cinc anys.